# 古木優
古木 優（ふるき まさる、1956年 - ）は、日本の著作家。茨城県高萩市出身。

## 来歴
早稲田大学第一文学部東洋史学卒。新聞社で記者、編集者を務めた。
国語国文学科の近世文学ゼミ(指導教授は興津要)で同窓だった高田裕史と執筆、編集し、出版社に持ち込んだ『千字寄席』は、古木も高田も無名であるため、版元からの「立川志の輔監修」条件付きに応じた。立川志の輔はまえがきを書いている。古木も高田も立川志の輔には特別の関心はなかった。当初、この本は刊行後30年の時間的経過に耐えられるよう執筆、編集したつもりだったが、刊行後、次第に劣化が目立ってきたため、サイト運営で完全版をめざすことに切り替えた。
独自ドメイン(https://senjiyose.com)を取得し、2019年7月31日から「落語あらすじ事典 web千字寄席」として運営を始めた。掲載演目は450席。落語ばかりか、独自の視点から広く日本文化に言及している。

## 主な著書など
- 『千字寄席 噺がわかる落語笑事典』（PHP研究所）　高田裕史と共編著　1995年
- 『千字寄席 噺の筋がわかる落語事典 下巻』（PHP研究所）　高田裕史と共編著　1996年
- 『千字寄席 噺がわかる落語笑事典』（PHP文庫）　高田裕史と共編著　2000年
- 『図解 落語のおはなし』（PHP研究所）　高田裕史と共編著　2006年
- 『粋と野暮　おけら的人生』（廣済堂出版）　畠山健二著　2019年　※編集協力